# David Myrestam
David Jonas Myrestam, född 4 april 1987 i Skellefteå och uppvuxen i Umeå, är en svensk före detta fotbollsspelare (försvarare). Han spelade för Ersboda SK, Mariehems SK, Umeå FC, FK Haugesund och GIF Sundsvall.

## Karriär
Myrestam började spela fotboll i Ersboda SK. Som tioåring gick han till Mariehems SK. I december 2006 värvades Myrestam av Umeå FC. Han spelade totalt 51 tävlingsmatcher för klubben.
Den 30 juli 2012 värvade norska FK Haugesund honom från GIF Sundsvall. I december 2016 återvände Myrestam till GIF Sundsvall, där han skrev på ett fyraårskontrakt. I december 2020 förlängde Myrestam sitt kontrakt med ett år. Efter säsongen 2021 avslutade Myrestam karriären.

## Karriärstatistik
| Klubb              | Säsong             | Liga               | Liga    | Liga | Nationell cup | Nationell cup | Internationell cup | Internationell cup | Totalt  | Totalt |
| Klubb              | Säsong             | Division           | Matcher | Mål  | Matcher       | Mål           | Matcher            | Mål                | Matcher | Mål    |
| ------------------ | ------------------ | ------------------ | ------- | ---- | ------------- | ------------- | ------------------ | ------------------ | ------- | ------ |
| GIF Sundsvall      | 2009               | Superettan         | 25      | 0    | 2             | 0             | —                  | —                  | 27      | 0      |
| GIF Sundsvall      | 2010               | Superettan         | 25      | 1    | 2             | 0             | —                  | —                  | 27      | 1      |
| GIF Sundsvall      | 2011               | Superettan         | 28      | 0    | 2             | 0             | —                  | —                  | 30      | 0      |
| GIF Sundsvall      | 2012               | Allsvenskan        | 15      | 0    | 0             | 0             | —                  | —                  | 15      | 0      |
| GIF Sundsvall      | Totalt             | Totalt             | 93      | 1    | 6             | 0             | —                  | —                  | 99      | 1      |
| FK Haugesund       | 2012               | Tippeligaen        | 9       | 2    | 1             | 0             | —                  | —                  | 10      | 2      |
| FK Haugesund       | 2013               | Tippeligaen        | 29      | 1    | 4             | 0             | —                  | —                  | 33      | 1      |
| FK Haugesund       | 2014               | Tippeligaen        | 23      | 0    | 3             | 0             | 4                  | 0                  | 30      | 0      |
| FK Haugesund       | 2015               | Tippeligaen        | 22      | 0    | 0             | 0             | —                  | —                  | 22      | 0      |
| FK Haugesund       | 2016               | Tippeligaen        | 30      | 1    | 1             | 0             | —                  | —                  | 31      | 1      |
| FK Haugesund       | Totalt             | Totalt             | 113     | 4    | 9             | 0             | 4                  | 0                  | 126     | 4      |
| GIF Sundsvall      | 2017               | Allsvenskan        | 15      | 1    | 1             | 0             | —                  | —                  | 16      | 1      |
| GIF Sundsvall      | 2018               | Allsvenskan        | 29      | 0    | 2             | 0             | —                  | —                  | 31      | 0      |
| GIF Sundsvall      | 2019               | Allsvenskan        | 12      | 0    | 0             | 0             | —                  | —                  | 12      | 0      |
| GIF Sundsvall      | 2020               | Superettan         | 25      | 0    | 2             | 0             | —                  | —                  | 27      | 0      |
| GIF Sundsvall      | 2021               | Superettan         | 20      | 1    | 3             | 0             | —                  | —                  | 23      | 1      |
| GIF Sundsvall      | Totalt             | Totalt             | 101     | 2    | 8             | 0             | —                  | —                  | 109     | 2      |
| Totalt i karriären | Totalt i karriären | Totalt i karriären | 307     | 7    | 23            | 0             | 4                  | 0                  | 334     | 7      |